# Bonnie Hunt
Bonnie Lynn Hunt (sinh ngày 22 tháng 9 năm 1961) là nữ diễn viên, đạo diễn, nhà văn người Mỹ.

## Thời thơ ấu
Bonnie Lynn Hunt sinh ngày 22 tháng 9 năm 1961 tại thành phố Chicago. Bà là con của ông Robert Edward Hunt và bà Alice E. Hunt (nhũ danh Jatczak). Cha bà là người gốc Ireland - Bỉ còn mẹ bà gốc Ba Lan. Bà có ba anh trai là Patrick, Kevin và Tom; hai chị gái là Cathy và Carol; một em gái là Mary.

## Danh sách phim

### Điện ảnh
| Năm  | Tên phim           | Vai diễn    | Ghi chú |
| ---- | ------------------ | ----------- | ------- |
| 2024 | Red One: Mật mã đỏ | Bà già Noel |         |